# Agent Recon
Agent Recon es una película de suspenso, ciencia ficción y acción estadounidense de 2024 escrita, dirigida, coproducida y protagonizada por Derek Ting, Marc Singer y Chuck Norris.
La película se estrenó en Estados Unidos el 21 de junio de 2024.

## Reparto
- Derek Ting como Jim Yung
- Marc Singer como Coronel Green
- Chuck Norris como Capitán Alastair
- Sylvia Kwan como Tanya
- Jason Scott Jenkins como Miller
- Matthew Ryan Burnett como Aaron Klak
- Nikki Leigh como la capitana Lila Rupert
- Christopher Showerman como Doctor Penn / Alpha

## Producción
En octubre de 2023, se reveló que una película de acción y suspenso de ciencia ficción titulada Agent Recon había completado la fotografía principal con Derek Ting dirigiendo, escribiendo y protagonizando la misma. Marc Singer, Chuck Norris, Sylvia Kwan, Jason Scott Jenkins, Matthew Ryan Burnett, Nikki Leigh y Christopher Showerman completaron el reparto.

## Estreno
Agent Recon fue estrenada en los Estados Unidos por Quiver Distribution el 21 de junio de 2024.